# Samuilovo (distrikt i Bulgarien, Blagoevgrad)
Samuilovo (bulgariska: Самуилово) är ett distrikt i Bulgarien.   Det ligger i kommunen Obsjtina Petritj och regionen Blagoevgrad, i den sydvästra delen av landet, 150 km söder om huvudstaden Sofia.
Omgivningarna runt Samuilovo är en mosaik av jordbruksmark och naturlig växtlighet. Runt Samuilovo är det ganska tätbefolkat, med 80 invånare per kvadratkilometer.